# Cyclosiella dulcicula
Cyclosiella dulcicula är en fjärilsart som beskrevs av Swinhoe 1890. Cyclosiella dulcicula ingår i släktet Cyclosiella och familjen björnspinnare. Inga underarter finns listade i Catalogue of Life.